# Segescha (Fluss)
Die Segescha (russisch Сегежа) ist ein Fluss in der Republik Karelien in Nordwestrussland.
Sie bildet den Abfluss des Segosero, einem ursprünglich natürlichen See, welcher seit 1957 in einen Stausee umgewandelt wurde. Die Segescha fließt in überwiegend nordnordöstlicher Richtung. Sie durchfließt den See Lindosero und mündet anschließend bei der gleichnamigen Stadt Segescha in den Wygosero. Die Segescha gehört somit zum Flusssystem des Wyg. Sie hat eine Länge von 57 km. Ihr Einzugsgebiet umfasst 9140 km². Der mittlere Abfluss am Pegel Popov Porog, 56 km oberhalb ihrer Mündung, beträgt 74 m³/s.